# Георгий Цула
Георгий Цула — стратиг Херсонеса Таврического, мятежный военачальник хазарского происхождения. Был разбит объединённым византийско-русским войском в 1016 году.
По данным Георгия Кедрина, византийский полководец Андроник в январе 1016 году пристал к берегам Крыма, соединился с войском русского князя Сфенга, который назван братом Владимира (вероятно, речь должна идти о сыне Святослава, правившем в Крыму) и в самом первом сражении взял в плен Георгия Цулу. Цула в этом сообщении называется «хазарским архонтом». На этом основании его иногда считают последним хазарским правителем, а конфликт, соответственно, последней войной Хазарии со своими старыми противниками. Однако такая трактовка была опровергнута в результате обнаружения в Крыму в ходе археологических раскопок печати с надписью «Георгию Цуле, царскому протоспафарию и стратигу Херсона». Отсюда видно, что Цула был византийским чиновником, судя по имени — христианином. Однако вторая половина имени выдаёт его хазарское происхождение.